# Pseudochelidoninae
A subfamília Pseudochelidoninae é formada pelas andorinhas-dos-rios, dentro da família Hirundinidae. As duas espécies são a andorinha-dos-rios-africana (Pseudochelidon eurystomina), encontrada no Congo e no Gabão, e a andorinha-dos-rios-asiática (Pseudochelidon sirintarae), conhecida apenas de um local na Tailândia. São andorinhas de tamanho médio, em grande parte pretas, que têm um voo leve e flutuante e se alimentam de insetos apanhados no ar. Elas parecem ser mais terrestres do que outras andorinhas, frequentemente caminhando em vez de se empoleirar, e as andorinhas-dos-rios-asiáticas podem ser crepusculares. A espécie africana escava buracos de ninho em cumes arenosos nos rios, enquanto os locais de reprodução e os hábitos da ave asiática são desconhecidos.
Quando a andorinha-do-rio-africana foi descoberta pela primeira vez no século XIX, Gustav Hartlaub pensou que se tratava de um rolieiro, e autores posteriores a colocaram em sua própria família ou com as andorinhas do gênero Artamus [en]. O estudo da anatomia revelou que a espécie estava mais próxima das andorinhas, mas que possuía várias características distintas, como pernas, pés e bico robustos. Isso indicava que ela deveria ser colocada em uma subfamília separada. As duas espécies de andorinhas-dos-rios são geralmente consideradas como pertencentes a um único gênero, Pseudochelidon, devido a várias semelhanças estruturais. No entanto, Richard Kendall Brooke [en] propôs que a andorinha-dos-rios-asiática fosse colocada em um gênero monotípico separado, o Eurochelidon.
A andorinha-dos-rios-africana tem uma distribuição restrita; parece ser localmente numerosa, embora seu status real não tenha sido totalmente investigado. A andorinha-dos-rios-asiática foi descoberta em 1969 e é conhecida apenas por espécimes e evidências anedóticas - nenhum ornitólogo moderno viu a espécie na natureza e seus locais de reprodução são desconhecidos. Ela pode estar extinta, embora um possível avistamento tenha sido relatado em 2004.

## Taxonomia
Quando um espécime da andorinha-dos-rios-africana do Gabão foi descrita formalmente pela primeira vez pelo zoólogo alemão Gustav Hartlaub em 1861, ele não foi inicialmente identificado como membro da família das andorinhas. Hartlaub o colocou com os rolieiros, e autores posteriores o colocaram em sua própria família separada ou com as andorinhas do gênero Artamus [en]. Foi somente após o estudo da anatomia da espécie por Percy Lowe [en] que se determinou que ela estava intimamente relacionada com as andorinhas, mas que era suficientemente diferente para ser colocada em uma subfamília separada, a Pseudochelidoninae. O nome do gênero Pseudochelidon vem do prefixo grego antigo ψευδο/pseudo, “falso”, e χελιδων/chelidôn, “andorinha”, refletindo sua distinção das andorinhas “verdadeiras”.
Por muitos anos, a andorinha-dos-rios-africana foi o único membro de seu gênero e subfamília até a descoberta da andorinha-dos-rios-asiática, Pseudochelidon eurystomina, pelo ornitólogo tailandês Kitti Thonglongya [en] em 1968. Embora algumas autoridades sigam Richard Kendall Brooke ao colocar essa espécie em um gênero separado, Eurochelidon, devido às suas diferenças significativas em relação à espécie africana, ela continua sendo um membro da mesma subfamília. Estudos genéticos confirmaram que as duas andorinhas-dos-rios formam um clado distinto das andorinhas típicas da subfamília Hirundininae.
As andorinhas-dos-rios são, em alguns aspectos, intermediárias entre as andorinhas típicas e outros passeriformes: elas têm bicos robustos, pés grandes e pernas relativamente fortes, o que é incomum em aves que se alimentam no ar. Elas também têm uma grande siringe (órgão vocal) e uma estrutura brônquica diferente. A extensão de suas diferenças em relação a outras andorinhas e a ampla separação geográfica dessas duas andorinhas-dos-rios sugerem que eles são populações relíquias de um grupo de espécies que divergiram da linhagem principal de andorinhas no início de sua história evolutiva, e podem ser as mais primitivas das andorinhas. Como outras linhagens iniciais da família Hirundinidae, elas fazem seus ninhos em tocas, em vez de adotarem buracos de ninhos ou ninhos de lama.

## Descrição
Ambas as espécies são de tamanho médio, principalmente andorinhas de plumagem preta, que dificilmente podem ser confundidas com qualquer outra espécie da família Hirundinidae em suas respectivas áreas de distribuição. Os adultos de ambas as espécies têm cabeças grandes, com brilho azulado, uma coloração verde na plumagem do corpo e asas marrons. Os sexos são semelhantes na plumagem. O pássaro de olhos brancos tem as penas externas da cauda alongadas, uma garupa esbranquiçada, um olho e um anel ocular brancos e um bico amarelo. A andorinha-dos-rios-africana tem o anel ocular e o bico vermelhos e não tem uma mancha contrastante na garupa ou nas serpentinas da cauda. Os filhotes de ambas as espécies são semelhantes aos adultos, mas com cabeças marrons, e os filhotes de andorinhas-dos-rios-asiáticas não têm as longas serpentinas da cauda que os adultos possuem.
A andorinha-dos-rios-africana tem um canto de chee chee ou cheer-cheer-cheer quando está voando em bandos. Ele é muito vocal durante a migração, emitindo gritos ásperos como os de uma gaivota, e parece ter um canto de cortejo que faz barulho. Nenhum canto foi descrito para a andorinha-dos-rios-asiática.

## Distribuição e habitat
Os dois membros da subfamília têm áreas geograficamente separadas. A andorinha-dos-rios-africana se reproduz ao longo do rio Congo e do rio Ubangi na República Democrática do Congo e é migratória, invernando em savanas costeiras no sul do Gabão e na República do Congo; recentemente, descobriu-se que ela faz ninhos em cristas de praia e pastagens em suas áreas costeiras de invernada. A andorinha-dos-rios-asiática é conhecida apenas por seu local de invernada no lago Bueng Boraphet [en], na Tailândia, onde foi visto entre os meses de novembro e fevereiro. Pode ser migratória, mas seus locais de reprodução e habitat são desconhecidos, embora os vales dos rios no norte da Tailândia ou no sudoeste da China sejam possíveis, assim como no Camboja e em Myanmar. No entanto, há dúvidas sobre se ela é realmente migratória.
O habitat de reprodução da espécie africana consiste em rios florestados com ilhas com margens arenosas para reprodução. Os locais de nidificação da andorinha-dos-rios-asiática são desconhecidos, mas se o habitat de reprodução se assemelhar ao de seu parente, é provável que sejam os vales florestados de grandes rios, que podem fornecer bancos de areia e ilhas para nidificação, além de bosques sobre os quais as aves podem capturar presas de insetos. A andorinha-dos-rios-africana usa a savana costeira como habitat de inverno. Com base em seu único local de invernada conhecido, presume-se que o habitat não reprodutivo da andorinha-dos-rios-asiática seja nas proximidades de água doce aberta para alimentação, com canaviais para o dormitório noturno.

## Comportamento

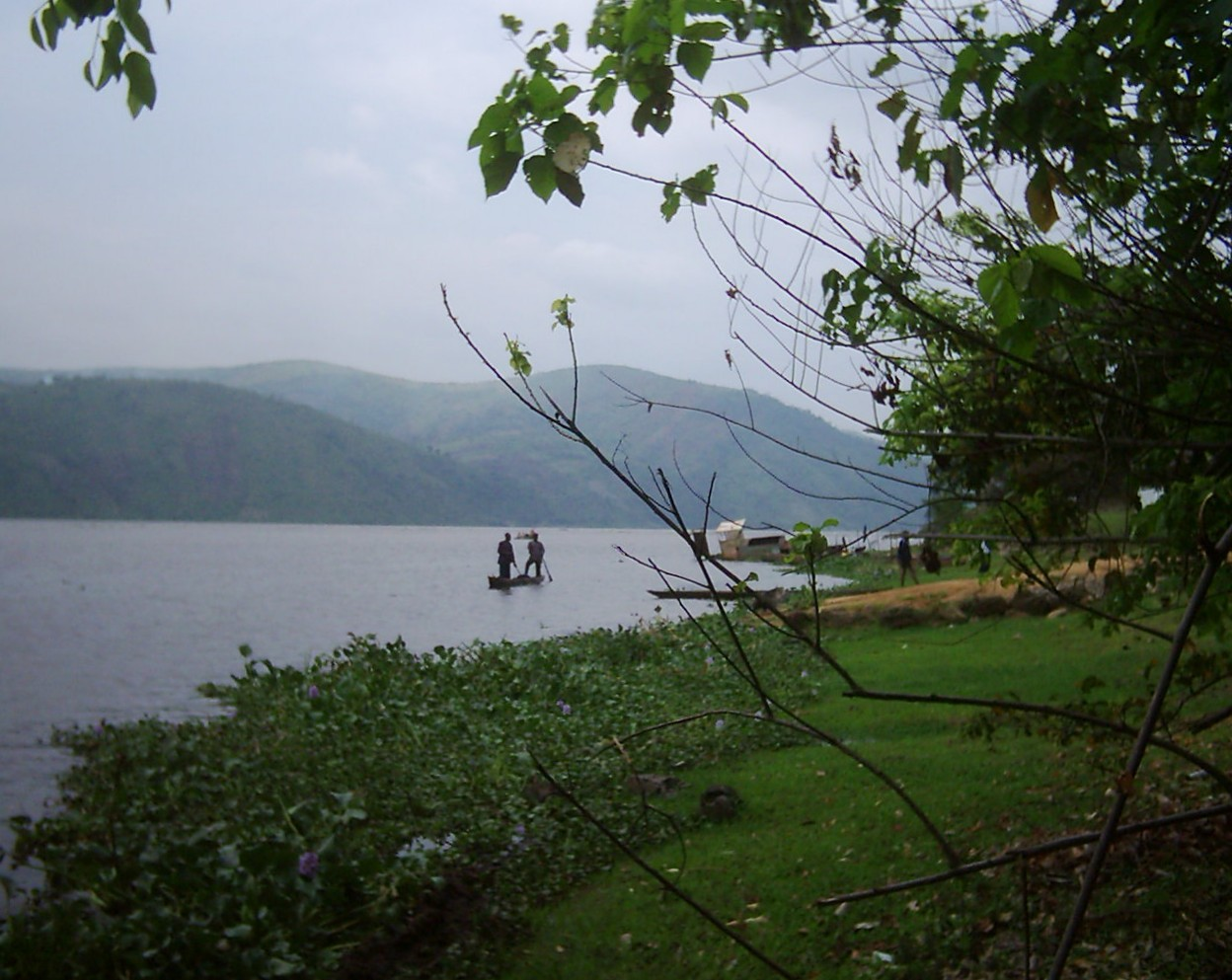
O rio Congo é uma importante área de reprodução da andorinha-dos-rios-africana.

O comportamento de reprodução é conhecido apenas para a andorinha-dos-rios-africana. Ela faz ninhos em grandes colônias de até 800 aves de dezembro a abril, quando os níveis dos rios estão baixos. Cada par escava um túnel de 1 a 2 m de comprimento nos bancos de areia expostos. A bolsa no final do túnel tem alguns galhos e folhas para servir de ninho, no qual são postos de dois a quatro ovos brancos sem manchas. Ela faz exibições de voo de perseguição e caminha no chão; também se exibe no chão, mas a função disso é incerta. Raramente se empoleira durante a estação reprodutiva. Embora se suponha que os hábitos reprodutivos da espécie asiática se assemelhem aos da espécie africana, diferenças distintas na morfologia dos pés e dedos sugerem que ela pode não usar uma toca para fazer o ninho.
A andorinha-dos-rios-africana se alimenta em bandos sobre rios e florestas, muitas vezes longe da água. Ela se alimenta de insetos, principalmente formigas. O voo é forte e rápido, intercalado com deslizamentos. As aves invernantes se empoleiram regularmente em copas de árvores, fios e telhados. A andorinha-dos-rios-asiática se alimenta de insetos, incluindo besouros, que são capturados na asa. Devido ao seu tamanho e à estrutura incomum da boca, ela pode pegar insetos maiores do que outras andorinhas. Essa espécie é descrita como graciosa e flutuante em voo e, como seu parente africano, parece relutante em usar poleiros. Esse comportamento, juntamente com o formato incomum dos dedos dos pés e o fato de ter sido encontrada lama nos dedos de um dos primeiros espécimes, sugere que essa espécie pode ser relativamente terrestre. No inverno, ela se empoleira com as andorinhas-das-chaminés em canaviais. Pamela C. Rasmussen sugeriu que, devido a seus olhos excepcionalmente grandes, a espécie pode ser noturna ou crepuscular, um fator que poderia torná-la altamente críptica e, assim, explicar em parte como uma espécie tão distinta permaneceu sem ser detectada por tanto tempo. Embora o fato de que os primeiros espécimes tenham sido supostamente coletados empoleirados à noite em canaviais possa ser uma contraindicação, é possível que as aves não tenham sido realmente capturadas no poleiro; ou que sejam crepusculares, alimentando-se ao amanhecer e ao anoitecer; ou que sejam capazes de ter comportamento diurno e noturno, dependendo da estação ou das circunstâncias locais.

## Status de conservação

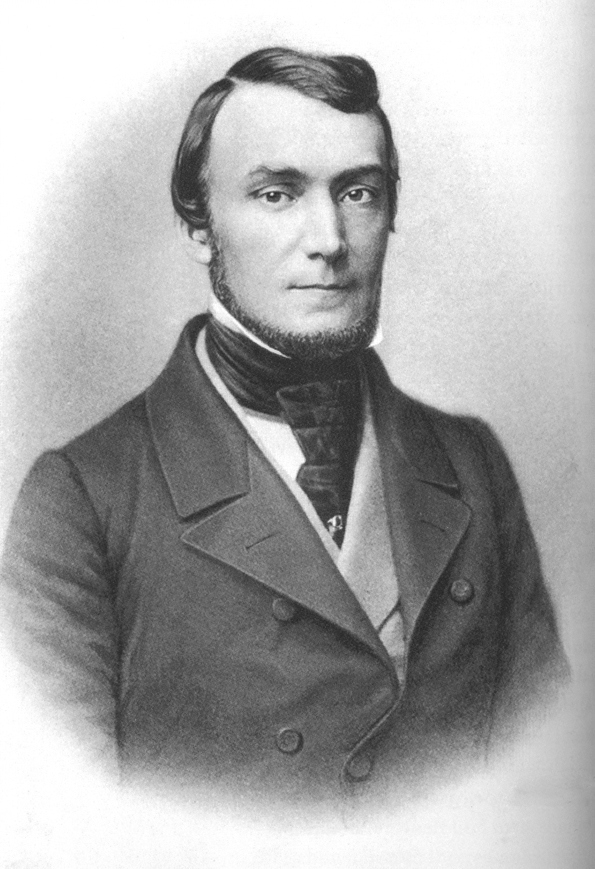
Gustav Hartlaub descreveu a andorinha-dos-rios-africana.

A andorinha-dos-rios-asiática foi vista na Tailândia em 1972, 1977 e 1980, mas não foi vista definitivamente desde então. Há avistamentos não confirmados na Tailândia em 1986 e no Camboja em 2004. Ela é classificada como espécie em perigo crítico de extinção pela União Internacional para a Conservação da Natureza (IUCN). Essa designação significa que os números de uma espécie diminuíram ou diminuirão 80% em três gerações. Essa espécie pode estar extinta, mas a IUCN não a classificará como tal até que sejam realizadas amplas pesquisas direcionadas. Apesar da proteção legal nos termos do Apêndice 1 do acordo da Convenção sobre o Comércio Internacional das Espécies Silvestres Ameaçadas de Extinção (CITES), ela foi capturada por moradores locais juntamente com outras andorinhas para ser vendida como alimento ou para ser libertada por budistas devotos. Após sua descoberta por ornitólogos, foi relatado que caçadores capturaram até 120 andorinhas e as venderam para o diretor da Estação de Pesca de Nakhon Sawan, que não conseguiu mantê-las vivas em cativeiro. A pequena população pode, portanto, ter se tornado inviável.
Um fator que reduz as chances de reencontrar a andorinha-dos-rios-asiática é o declínio drástico no número de andorinhas que passam o inverno em Bueng Boraphet, seu único local conhecido, das centenas de milhares relatadas por volta de 1970 para contagens máximas de 8.000 no inverno de 1980-1981. Não se sabe ao certo se isso representa um declínio real ou uma mudança de local em resposta à perseguição. Outras possíveis causas do declínio da espécie incluem a perturbação das faixas de areia dos rios, a construção de represas que inundam a área a montante e alteram a hidrologia a jusante, o desmatamento e a crescente conversão de seu habitat para a agricultura. Atualmente, pouquíssimas andorinhas se empoleiram nos canaviais de Bueng Boraphet, preferindo as plantações de cana-de-açúcar, e, apesar das buscas, a andorinha-dos-rios-asiática não foi encontrada em outros grandes dormitórios de andorinhas nas proximidades. Bueng Boraphet foi declarada área de não caça em um esforço para proteger a espécie, mas as pesquisas para encontrar essa andorinha não tiveram sucesso. Pesquisas anteriores incluem várias em Bueng Boraphet, uma pesquisa de 1969 nos rios Nan Yom e Wang [en], no norte da Tailândia, e uma pesquisa de 1996 em rios no norte do Laos. Um possível avistamento não verificado foi relatado em 2004.
O tamanho total da população da andorinha-dos-rios-africana é desconhecido. No final da década de 1980, ela parecia ser comum, embora local, e grandes números foram vistos na migração no Gabão. No entanto, ela é particularmente pouco conhecida na República Democrática do Congo (RDC), e não está claro se há alguma relação entre as aves que se reproduzem na RDC e aquelas que se reproduzem nas áreas costeiras do Gabão e da República do Congo. Um bando de 15.000 aves foi visto em 1997, e um bando misto com o abelharuco-rosado (Merops malimbicus) foi estimado em 100.000 aves; no entanto, devido à falta de informações detalhadas, a espécie é classificada pela IUCN como deficiente de dados. Na década de 1950, a espécie foi capturada e consumida em grandes quantidades na RDC pela população local, e essa prática pode estar aumentando. As colônias de reprodução nos bancos de areia dos rios também estão sujeitas a inundações, mas milhares de aves estavam se reproduzindo nas pastagens a leste de Gamba até 2005.